# Плита Наска

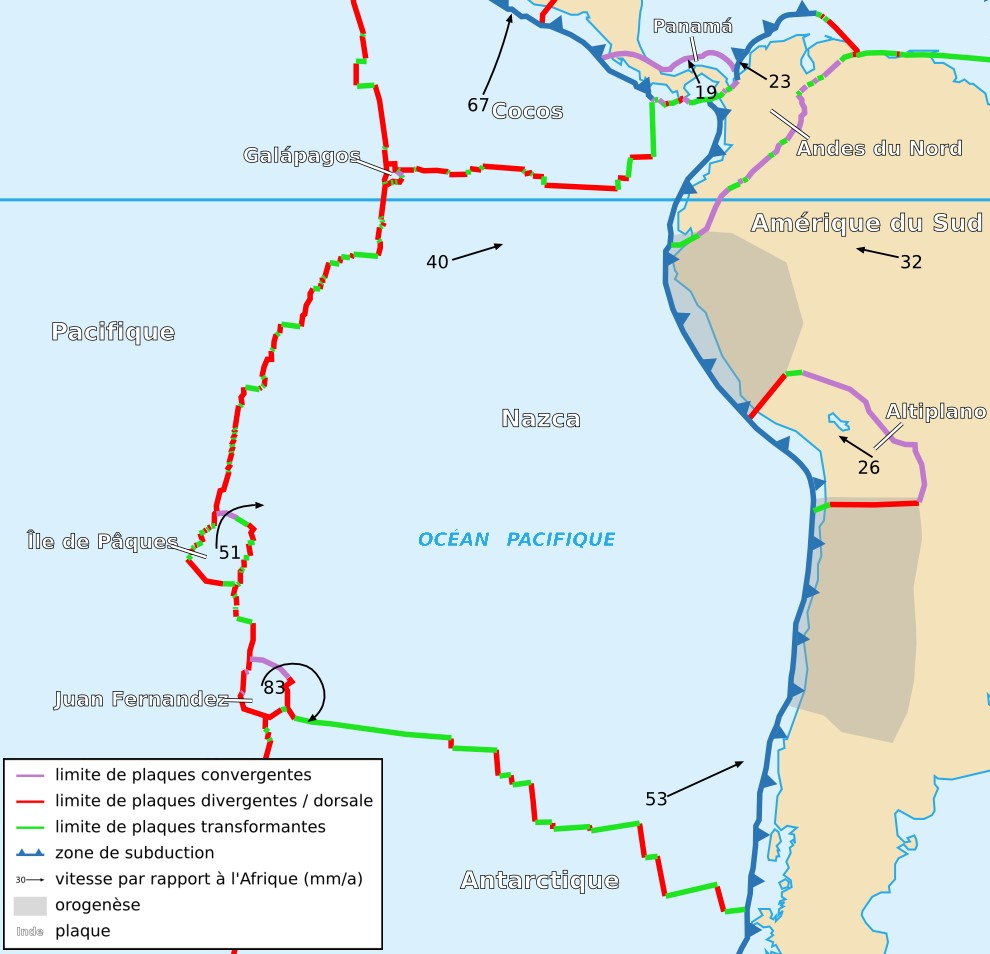
Розташування плити Наска

Плита Наска океанська тектонічна плита названа на честь місця Наска на півдні Перу, в східному Тихому океані біля західного узбережжя Південної Америки. Має площу — 0,39669 стерадіан. 
У її складі зазвичай розглядаються плити острова Пасхи, Галапагоська і Хуан Фернандес. 
Наска є відносно молодою плитою як з точки зору віку її порід, так і з точки зору її існування як незалежної плити, яка утворилася в результаті розпаду плити Фараллон близько 23 мільйонів років тому. 
Найдавнішим породам плити близько 50 мільйонів років.
Східний край має конвергентну границю у зоні субдукції під Південноамериканську плиту і горами Анди, створюючи Перуансько-Чилійський жолоб. Південний край має дивергентну границю з Антарктичною плитою, по Чилійській височині. Західний край має дивергентну границю з Тихоокеанською плитою, утворюючи Східнотихоокеанську височину. Північний край має дивергентну границю з плитою Кокос, утворюючи Галапагоську височину. 
Трійник плит Тихоокеанської, Наска і Кокос є біля узбережжя Колумбії. Другий трійник (Чилійський трійник) розташовано в південно-західному куті в перетині плит Наска, Тихоокеанської і Антарктичної на південному узбережжі Чилі. У кожному з цих трійників є мікроплити: з Галапагоською мікроплитою в північному трійнику, з мікроплитою Хуан Ферденандес в південному трійнику. Мікроплита острова Пасхи — третя мікроплита, яка розміщується на північ від мікроплити Хуан Ферденандес, і лежить на захід від острова Пасхи.
Хребет Карнегі завдовжки 1350 км і аж до 300 км завширшки на півночі плити Наска, який включає Галапагоські острови в його західному краю. Хребет зазнає субдукцію під Південноамериканську плиту разом з рештою частини плити Наска. 
Абсолютний рух плити Наска був визначений в 3,7 см/рік, найшвидший абсолютний рух будь-якої тектонічної плити. Занурюючись плита Наска, сформувала і продовжує формувати вулканічний гірський масив Анди. Розлом плити Наска навіть впливає на географію Болівії, далеко на сході.

## Геологічна історія
Попередницею плити Наска, плити Хуана де Фука та плити Кокос була плита Фараллон, яка розкололася в пізньому олігоцені, приблизно 22,8 млн років тому, дату, визначену шляхом інтерпретації магнітних аномалій. 
Субдукція під Південноамериканський континент почалася близько 140 млн років тому, хоча утворення високих частин Центральних Анд і Болівійського орокліна відбулося лише 45 млн років тому. 
Було припущено, що гори були підняті внаслідок субдукції старших і важчих частин плити, що швидше занурилися в мантію.